# Купфер, Карл Генрих
Карл Генрих Купфер (нем. Carl Heinrich Kupffer; 1 [12] декабря 1789, Митава — 11 [23] января 1838, Нежин) — российский педагог.

## Биография
Родился 1 (12) декабря 1789 года в семье митавского купца. Один из его младших братьев — Адольф Яковлевич Купфер (1799—1865).
После окончания Митавской гимназии учился на богословском факультете Дерптского университета (1806—1809). Затем учился в Берлине, в Прусской школе архитектуры (1809—1811).
В 1813 году получил степень доктора философии в Дерптском университете, а в 1819 году стал в нём доцентом. С декабря 1820 года Купфер преподавал математику в Ревельской гимназии (в 1823—1835 годах — старший преподаватель). По сведениям его биографа, К. М. Сементовского, издавал в Ревеле математический журнал на русском языке, о котором, однако, нет сведений ни в одном из библиографических списков. В 1833 году был произведён в коллежские советники.
В сентябре 1835 года Купфер был назначен профессором чистой математики в Нежинский лицей князя Безбородко, где ему пришлось преподавать на русском языке. Не ограничиваясь чтением лекций по высшей математике он преподавал по поручению начальства, на первом курсе — минералогию, в пятом и шестом математических классах — низшие части математики, а сверх того временно, в шестом классе, географию. В июне 1837 года лицейское начальство поручило Купферу привести основную библиотеку, пострадавшую от пожара в 1836 году, в порядок; занимаясь организацией библиотеки, он простудился и 11 (23) января 1838 года умер.
Купфер напечатал: «Dissertatio inauguralis de summatione serierum secundum datam legem differentiatarum» (Митава, 1813) и «Versuch einer Methode, durch welche sich bestimmen liesse, ob und in welcher Anzahl eine gegebene allgemeine algebraische Gleichung, von welchen Grade sie auch sei imiginäre Wurzeln habe nebst einer Untersuchung über die allgemeine Form völlig entwickelter vielgliederiger Funktionen» (Дерпт, 1819).